# Fininvest
Fininvest is een financiële holding die onrechtstreeks beheerd wordt door de familie van Silvio Berlusconi. De aandeelhouders van de holding zijn achtendertig bedrijven, allen genaamd "Holding Italiana" gevolgd door een nummer (1-38). Deze bedrijven worden op hun beurt voornamelijk door de familie Berlusconi gecontroleerd.

## Activiteiten
De aandelen Fininvest zijn niet beursgenoteerd. Danilo Pellegrino is de CEO en Marina Berlusconi de voorzitter.
Fininvest controleert diverse bedrijven, waaronder:
- MFE-MediaForEurope, tot november 2021 bekend als Mediaset (aandelenbelang: 50,0%)
- de uitgeverij Mondadori (53,3%)
- de bank- en verzekeringsmaatschappij Banca Mediolanum (30%)
- het theater Teatro Manzoni (100%) en
- de voetbalclub AC Monza (100%).

Van de eerst drie genoemde bedrijven staan ook aandelen op de effectenbeurs genoteerd.
In februari 2015 verkocht Fininvest een aandelenbelang van 7,8% in Mediaset om de financiële reserves aan te vullen. De verkoop leverde het investeringsfonds van Berlusconi 377 miljoen euro op.
In april 2017 verkocht Finvest het volledige belang in AC Milan (99,93%) aan het Chinese Rossoneri Sport Investment Lux. De verkoopprijs bedroeg 740 miljoen euro en de Chinese partij heeft verder beloofd in de komende twee seizoenen nog eens 400 miljoen euro in de club te investeren.

### Resultaten
In de onderstaande tabel de belangrijkste financiële resultaten van het bedrijf sinds 2008.
| Jaar | Omzet (× miljoen) | Nettoresultaat (× miljoen) | Werknemers |
| ---- | ----------------- | -------------------------- | ---------- |
| 2008 | € 6147            | € 131                      | n.b.       |
| 2009 | € 5437            | € 174                      | n.b.       |
| 2010 | € 5892            | € 160                      | n.b.       |
| 2011 | € 5811            | € 8                        | 17.447     |
| 2012 | € 5154            | € −285                     | 17.287     |
| 2013 | € 4716            | € −428                     | 17.006     |
| 2014 | € 4688            | € 10                       | 16.990     |
| 2015 | € 4736            | € 0                        | 17.114     |
| 2016 | € 5051            | € −120                     | 17.415     |
| 2017 | € 4997            | € 688                      | n.b.       |
| 2018 | € 4430            | € 204                      | n.b.       |
| 2019 | € 3886            | € 220                      | 15.586     |
| 2020 | € 3459            | € 141                      | 15.745     |
| 2021 | € 3818            | € 360                      | 16.272     |
| 2022 | € 3823            | € 196                      | 16.758     |
| 2023 | € 3871            | € 253                      | 17.223     |

## Geschiedenis
Fininvest startte haar activiteiten in 1961. De belangrijkste projecten betroffen toen de residentiële bouwprojecten Milano 2, Milano 3 en het park Il girasole.
In 1978 werd Telemilano, een lokaal kabeltelevisienetwerk, opgericht in Milano 2. In 1980 veranderde deze zender zijn naam in Canale 5 en ging hij nationaal uitzenden. Eveneens in 1978 startte het Manzonitheater en een jaar later (in 1979) werd de publiciteitsgroep Publitalia 80 opgericht. In 1984 werd het tv-kanaal Rete 4 opgekocht. 
Twee jaar later trad Fininvest de wereld van het voetbal binnen en werd het eigenaar van AC Milan. Sinds 1991 maakt ook de uitgeverij Mondadori deel uit van de Fininvest Groep. Vervolgens ging Fininvest zich richten op de filmindustrie door in 1995 Medusa Film op te richten. Binnen een aantal jaren werd Medusa de Italiaanse leider in filmproductie en -distributie.
In 2014 gaf de centrale bank van Italië de opdracht om het belang in Banca Mediolanum te reduceren tot 10%. Silvio Berlusconi was veroordeeld voor belastingfraude en Banca d'Italia vond het grote belang van een fraudeur in de financiële instelling ongepast. Fininvest stapte naar de rechter die de centrale bank ongelijk gaf. Nadat de Europese Centrale Bank (ECB) de controle van de grote banken in Europa had overgenomen, kwam ze tot dezelfde conclusie en gaf Fininvest opdracht het belang te reduceren. Op 13 januari 2017 ging het bedrijf in beroep tegen het ECB besluit bij het Europese Hof van Justitie. Dat hield echter in zijn uitspraak van mei 2022 het besluit van de ECB in stand: een belang van 30% geeft een aandeelhouder een bepalende invloed in een bedrijf. Daarmee is belastingfraude een legitieme reden om die aandeelhouder te dwingen, een deel van zijn aandelen van de hand te doen.